# Go-kart (dokumentarfilm)
Go-kart er en dansk dokumentarfilm fra 1972 instrueret af Henning Kristiansen efter eget manuskript.

## Handling
Nogle drenge og piger på 10 til 13 år dyrker sporten go-kart-kørsel. Seerne møder dem på banen, hvor de ekvilibristisk kaster de små vogne rundt i svingene - men de møder også nogle af dem i en ungdomsklub, hvor de selv har bygget vognene, og de slider i det mange timer med at holde dem i stand for hver time de er på banen.